# Haselweiher
Haselweiher ist ein Ortsteil des Marktes Winklarn (Verwaltungsgemeinschaft Oberviechtach) im Oberpfälzer Landkreis Schwandorf in Bayern und liegt in der Region Oberpfalz-Nord.

## Geografie
Haselweiher liegt im Naturpark Oberpfälzer Wald, etwa zwei Kilometer südöstlich vom Kernort Winklarn entfernt am Fremder Weiher zwischen Winklarn und Muschenried.
Nachbarorte sind im Osten Muschenried
und im Westen Winklarn.

## Geschichte
Zum Stichtag 23. März 1913 (Osterfest) wurde Haselweiher als Teil der Pfarrei Winklarn mit einem Haus und sechs Einwohnern aufgeführt.
Am 31. Dezember 1990 hatte Haselweiher fünf Einwohner und gehörte zur Pfarrei Winklarn.